# 金尾蜂鸟
金尾蜂鸟（学名：Chrysuronia oenone），是雨燕目蜂鸟科的一种鸟类。
金尾蜂鸟体重约5克，翼长约51.2毫米，嘴峰长约24.7毫米，喙宽度约2.6毫米，喙厚度约2.2毫米，跗蹠长约5.2毫米，尾长约30.6毫米。金尾蜂鸟在其分布区内为留鸟，其栖息在密集的高大树木组成的森林中，食性为草食性，主要食物来源是植物的花蜜。

## 亚种
- ：分布于哥伦比亚东部至委内瑞拉东部、厄瓜多尔东部、秘鲁东北部和巴西西部。
- ：分布于秘鲁亚马逊热带地区东部。
- ：分布于玻利维亚北部。[4]